# 東方求聞史紀 ～ Perfect Memento in Strict Sense.
《東方求聞史紀 ～ Perfect Memento in Strict Sense.》（日语：東方求聞史紀 ～ Perfect Memento in Strict Sense.）是同人游戏系列东方Project官方资料设定集，以作品里角色稗田阿求所著的记录《幻想鄉緣起》的内容介绍从红魔乡至花映冢的故事环境和角色介绍。本書由ZUN编写，于2006年12月27日由一迅社发售，附带一张包含3首FM风格乐曲和3种桌面墙纸的CD。在发售前一个月于一迅社漫画杂志《Comic REX》2006年12月号发表漫画《可记忆的幻想乡》（日语：記憶する幻想郷），由ZUN所作，秋★枝所画。

## 内容概要
全書主要内容係基于系列内的虚构作品《幻想鄉緣起》整理而成。从设定上，《幻想鄉緣起》是1200年前由稗田家由于避免当时居住在幻想乡人间之里的人类被妖怪所伤害而撰写的，通过亲身探访和收录其他人的口头信息，以十分真实和详细的方式记录幻想乡的所有细节信息，以让人间之里的人类能及时避开会出现妖怪的地方和如何提防妖怪。
《求聞史紀》就是基于《幻想鄉緣起》 对应从红魔乡至花映冢时期所出现的事物所整理出来的，按照《幻想鄉緣起》的章节结构，同样也分为〈妖怪图鉴〉〈英雄传〉〈危险地区向导〉和〈未解决资料〉四部分：
- 〈妖怪图鉴〉是指按照妖怪的种族为分类，详细描述出现过的妖怪的各种详细信息和设定。
- 〈英雄传〉是出现过的有治退过妖怪，或对幻想乡有明显影响的人类，其中包括了游戏的两大自机等。
- 〈危险地区向导〉是叙述时间内出现过的角色所设定居住或出现的地方，并按照其出现妖怪的危险程度进行划分，其中还包括了风神录的妖怪之山。
- 〈未解决资料〉是收录不属于上述三个章节的零碎信息，包括一段记录阿求正式成为第九代御阿礼之子的文文新闻，符卡规则原案，瑪艾里貝利·哈恩进入幻想乡所留下的便签和介绍附带CD音乐的《幺乐团传单》，共四篇。

另外，还有一章为以第九代《幻想鄉緣起》整录者稗田阿求的身份所写的《独白》。

## 登场角色

### 稗田 阿求
，Hieda no Akyuu
種族：人類
能力：過目不忘的能力（日语：求聞持の能力）
別名：
- 日语：　幻想乡的记忆
- 日语：　輪迴九代的博學者

登場：
- 《香霖堂》第20話 奇迹之蝉
- 《求聞史紀》
- 《求聞口授》
- 《鈴奈庵》

主題曲：　阿禮之子
稗田家御阿礼之子的第九代轉生，现稗田家的主人，年龄约10岁，也是幻想乡与外界隔绝后第一位转生的御阿礼之子。負責撰寫《幻想鄉緣起》，寫下幻想鄉的每人每事——無論是極端危險的地方（例如無緣塚，幻想鄉內最為危險的地方）。
稗田家的御阿禮之子每代都是轉生的，同一個靈魂投胎到不同的身體，而每代轉生後的記憶都會消失，但必會保留下過目不忘的能力，相对于过目不忘和对先代的记忆能力，体质相对很弱，其经常待在自己的稗田家而很少外出。
撰寫過後的文章都會交由八雲紫過目，如果博麗的巫女想看的話她也不能拒絕。如果人類想要的話，可以要求她將自己寫入歷史中。上白澤慧音大部分的歷史資料來源都是由她提供的。

### 御阿禮之子
登場：《求聞史紀》
種族：
稗田阿礼的孩子轉生人物的總稱。為了讓人類能安全的過活，從1200年前開始執筆《幻想鄉緣起》。称呼自己时，男的使用“阿礼男”，女的使用“阿礼乙女”。每代擁有過目不忘和轉生的能力，但是記憶只會繼承生前和《幻想鄉緣起》的一部份。
原因不明地，御阿礼之子活不過30歲。她們必須在生前請求閻魔準備新的轉生肉體，作為代價死後的數百年都必須在閻魔之下工作。現在的稗田阿求是在大結界設下後所誕生的第一位御阿礼之子。
每位御阿禮之子皆以「稗田阿X」為名，而從名字的最後一字可知其世代：第一代為阿一，之后分别为阿爾（=二）、阿未（=三）、阿余（=四）、阿悟（=五）、阿夢（=六）、阿七、阿彌（=八）和阿求（=九），八云紫认识每一位御阿禮之子。而稗田阿禮的名字則可對應為第零代（=零）。

## 书籍信息
| 國家/地區 | 出版日期       | ISBN               | 出版社     |
| --------- | -------------- | ------------------ | ---------- |
| 日本      | 2006年12月27日 | ISBN 9784758010634 | 一迅社     |
| 臺灣 香港 | 2013年2月14日  | ISBN 9789863105152 | 青文出版社 |